# Daini no Sanmi
Daini no Sanmi (大弐三位, 999 - 1082) est une poétesse japonaise du milieu de l'époque de Heian. Son père est Fujiwara no Nobutaka et sa mère Murasaki Shikibu. Son nom de naissance est Fujiwara no Kataiko ou Fujiwara no Kenshi (藤原賢子), mais elle porte également d'autres noms tels que Tō no Sanmi (藤三位), Echigo no Ben (越後弁) ou Ben no Me no To (弁乳母).
En 1017, elle succède à sa mère comme servante de l'impératrice Shōshi, épouse de l'empereur Ichijō, et prend le nom de « Echigo no Ben » parce que son grand-père est gouverneur de la province d'Echigo. Elle est à cette époque en relation avec Fujiwara no Yorimune, Fujiwara no Sadayori et Minamoto no Asatō. Puis elle se marie avec Fujiwara no Kanetaka, fils du kanpaku Fujiwara no Michikane, dont elle a une fille. En 1025, elle est nourrice du prince nouveau-né Chikahito (futur empereur Go-Reizei).
Elle se marie une deuxième fois en 1037 avec Takashina Nariakira dont elle a un fils. En 1054 à l’occasion de l’ascension de l'empereur Go-Reizei, elle est promue Ju-sanmi (従三位) et Nariakira obtient le titre de Dazai Daini (大宰大弐). Pour cette raison, elle change son nom pour « Daini no Sanmi ».
Elle participe à plusieurs utaawase (compétitions de poésie waka) en 1028, 1049, 1050 et 1078. Son recueil personnel de poésies s'appelle Daini no Sanmi-shū (大弐三位集). Trente-sept de ses poèmes sont inclus dans l'anthologie Goshūi Wakashū et dans l'anthologie Hyakunin Isshu. Elle fait partie de la liste des trente-six poétesses immortelles.

## Source
- Peter McMillan (2008) One hundred poets, one poem each: a translation of the Ogura Hyakunin Isshu. New York: Columbia University Press.  (ISBN 9780231143981)